# Источно од истока
Источно од истока је југословенски филм из 1990. године. Режирали су га Алеш Курт и Марко Маринковић, који су написали и сценарио.

## Улоге
| Глумац                  | Улога |
| ----------------------- | ----- |
| Слободан Ћустић         |       |
| Богдан Диклић           |       |
| Давор Дујмовић          |       |
| Дубравко Јовановић      |       |
| Владислава Милосављевић |       |
| Енвер Петровци          |       |
| Саша Петровић           |       |
| Душанка Стојановић      |       |